# Centemopsis polygonoides
Centemopsis polygonoides là loài thực vật có hoa thuộc họ Dền. Loài này được (Lopr.) Suess. mô tả khoa học đầu tiên năm 1942.